# Gagaʻifomauga
Gagaʻifomauga ist ein politischer Bezirk (samoanisch itūmālō, englisch electoral district) von Samoa, auf der Insel Savaiʻi. Der Bezirk liegt an der Nordküste der Insel und hatte bei der Bevölkerungszählung 2001 4770 Einwohner. Es ist damit mit ca. 13,07 Einwohnern je km² der am dünnsten besiedelte Bezirk (nach den Zahlen der letzten Volkszählung).

## Geographie
Zum Bezirk Gagaʻifomauga gehören die Dorfgemeinschaften Aʻopo, Lefagaoaliʻi, Manase, Safune, Safotu, Samauga und Sasina. Der Hauptort war traditionell Aʻopo. Manase, Safotu, Sasina und Safune liegen an der Küste. Samauga liegt auf einem felsigen Vorgebirge zwischen Safotu und Safune und die Siedlung Aʻopo im Inland.
Das Dorf Manase ist ein beliebtes Touristenziel mit beliebten Beach-Fale-Übernachtungen.
In Safotu gibt es ein Krankenhaus.
Die Küstenstraße verbindet die Dörfer. Nach Westen wendet sich die Straße ins Inland zum Dorf Sasina. Bei Aʻopo gibt es Schutzgebiete rund um den Berg Silisili (1858 m ⊙), den höchsten Gipfel in Samoa. Weitere Gipfel sind Mata o le Afi (1640 m ⊙) und Mount Mu (1620 m ⊙).

## Tradition
Das Gebiet um Safune war Drehort für den Film Moana von 1926, einen der frühesten Dokumentarfilme von Robert J. Flaherty. Das Quellbecken Mata o le Alelo im Dorf Matavai in Safune wird mit der Legende von Sina und dem Aal (Sina ma le Tuna) in Verbindung gebracht.
Ein Anführer der Unabhängigkeitsbewegung Anfang des 19. Jahrhunderts, Olaf Frederick Nelson wurde in Safune geboren.
In vorgeschichtlicher Zeit wurde Safotu von Häuptlingen aus Tonga besiedelt.

## Wahlbezirke
Gagaʻifomauga ist in drei Wahlbezirke (electoral constituencies) aufgeteilt:
- Gagaʻifomauga No. 1 (Safotu, Manase)
- Gagaʻifomauga No. 2 (Samauga, Lefagaoaliʻi; Faletagaloa (Safune) und die Dörfer Paia, Saletele, Lolua, Siʻufaga und Matavai)
- Gagaʻifomauga No. 3 (Aʻopo, Sasina und die Dörfer Fagaeʻe und Letui)

## Persönlichkeiten
- matai Safuneituʻuga Paʻaga Neri, Abgeordneter und Minister of Communication and Technology in der Legislative Assembly of Samoa (Parlament).
- Polataivao Fosi Schmidt (1933–2005), Minister of Labour und Vater des Abgeordneten Laauli Leuatea Polataivao